# George Robert Gray
George Robert Gray (8. juli 1808 – 6. maj 1872) var en engelsk zoolog og forfatter, samt leder af British Museums ornitologiske afdeling i 41 år. Han var John Edward Grays yngre bror og søn af botanikeren Samuel Frederick Gray.
Han startede på British Museum som inspektørassistent for Zoologiafdelingen i 1831. Han begyndte med at katalogisere insekter og udgav i 1831 Entomology of Australia.
I 1833 grundlagde han også det, der blev til Royal Entomological Society of London.

## Værker
- 1846 Descriptions and Figures of some new Lepidopterous Insects chiefly from Nepal
- 1871 A fasciculus of the Birds of China